# Rell Harwood
Rell Harwood (Park City, 1º giugno 2001) è una sciatrice freestyle statunitense.

## Palmarès

### Winter X Games
- 3 medaglie:
  - 1 oro (knuckle huck ad Aspen 2025)
  - 1 argento (knuckle huck ad Aspen 2024)
  - 1 bronzo (big air ad Aspen 2024)

### Mondiali juniores
- 1 medaglia:
  - 1 bronzo (slopestyle a Kläppen 2019)

### Coppa del Mondo
- Miglior piazzamento nella Coppa del Mondo generale di freestyle: 9ª nel 2021
- 2 podi:
  - 2 terzi posti